# راسيل جونسون (مهندس معماري)
راسيل جونسون (بالإنجليزية: Russell Johnson)‏ هو مهندس معماري أمريكي، ولد في 14 سبتمبر 1923 في بيرويك في الولايات المتحدة، وتوفي في 7 أغسطس 2007.